# Вилонго
Вилонго (итал. Villongo) је насеље у Италији у округу Бергамо, региону Ломбардија.
Према процени из 2011. у насељу је живело 7436 становника. Насеље се налази на надморској висини од 231 м.

## Становништво
| 1931. | 1936. | 1951. | 1961. | 1971. | 1981. | 1991. | 2001. | 2011. |
| ----- | ----- | ----- | ----- | ----- | ----- | ----- | ----- | ----- |
| 2.662 | 2.616 | 2.656 | 2.988 | 3.867 | 5.128 | 5.656 | 6.396 | 7.619 |